# Wilhelm Braun
Wilhelm Braun, född 13 juli 1897 i Baiersbronn i Württemberg, död där 15 november 1969, var en tysk längdåkare. Han var med i de olympiska vinterspelen 1928 i Sankt Moritz och kom på tjugonionde plats på 18 kilometer.